# Kockhemsgölen
Kockhemsgölen är en sjö i Sävsjö kommun i Småland och ingår i Lagans huvudavrinningsområde.